# Лабіринт Ночі

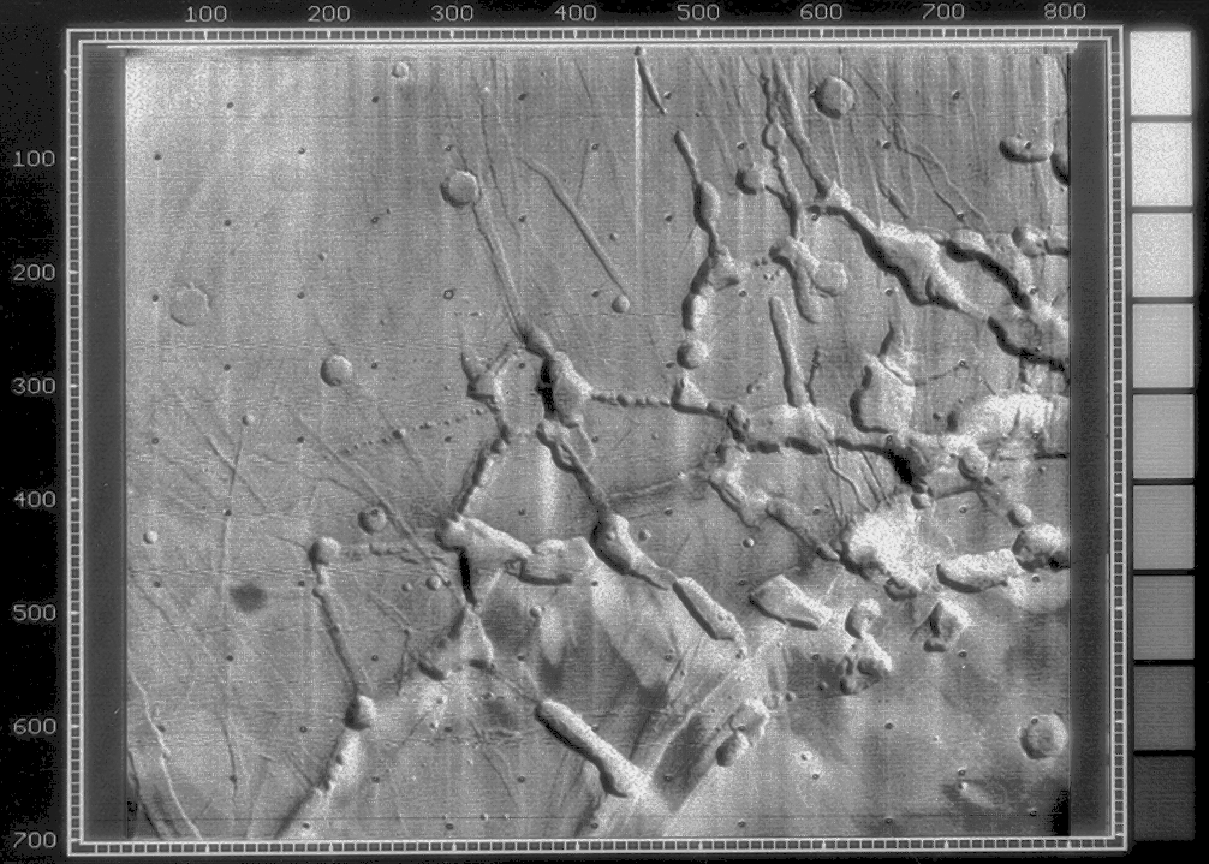
Західна частина лабіринту Ночі. Знімок «Марінера-9» (1972)

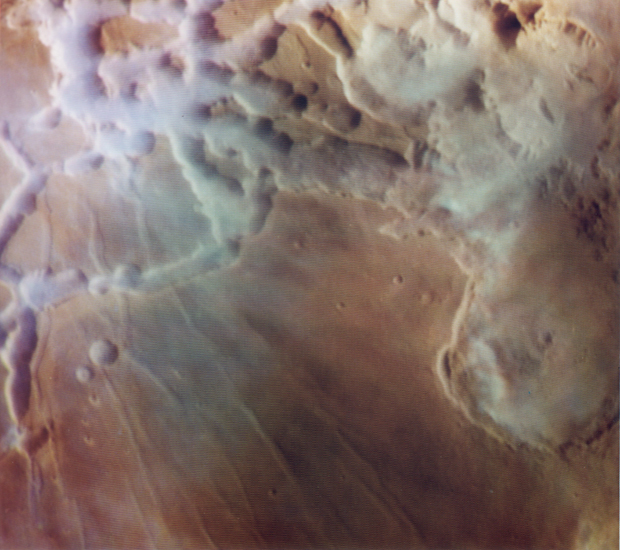
Ранковий туман над лабіринтом Ночі. Праворуч унизу — кратер Аудеманс. Знімок «Вікінга-1» (1976)

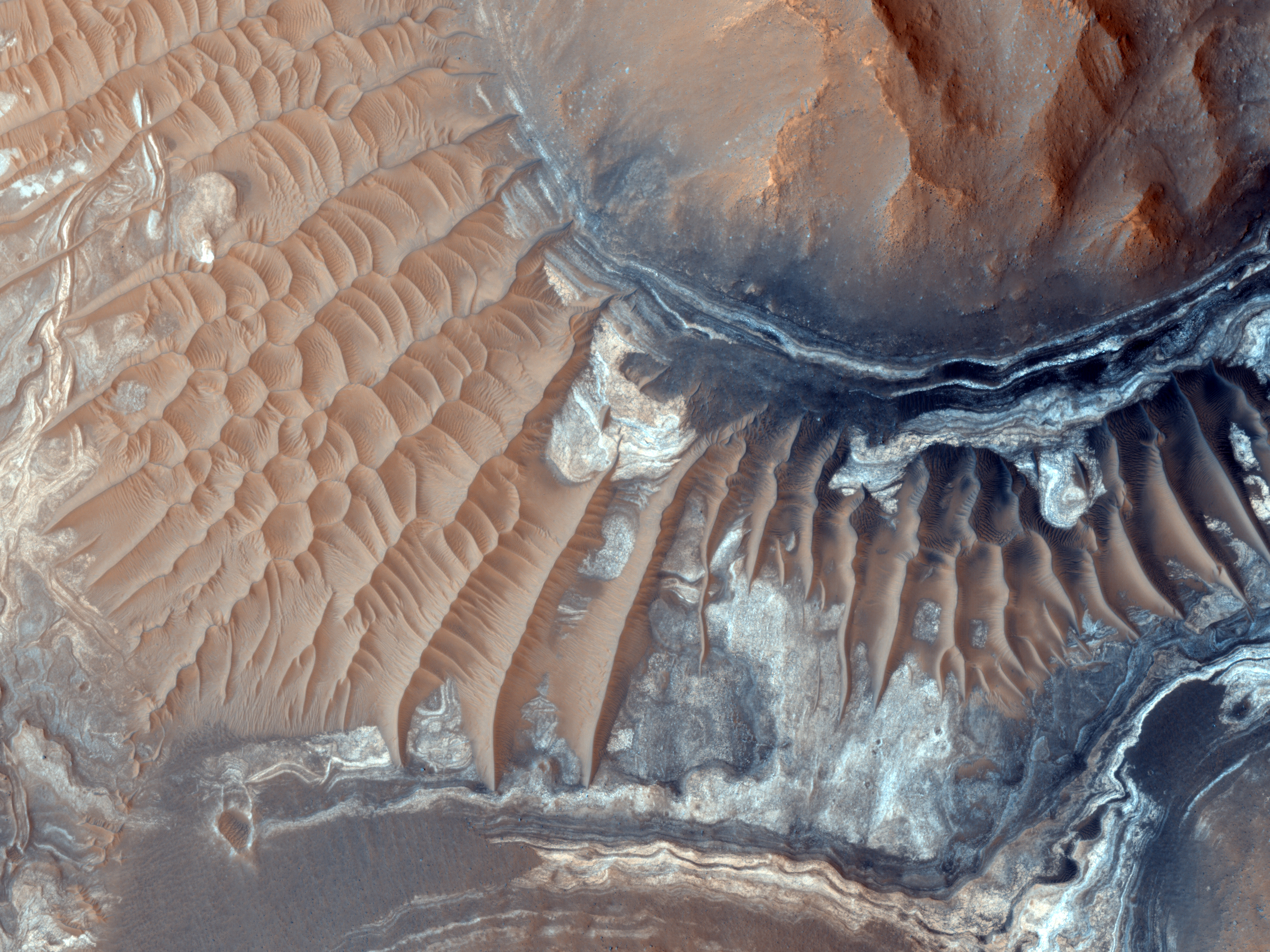
Дно одного з каньйонів лабіринту великим планом. Видно дюни і шаруваті відкладення. Знімок апарата Mars Reconnaissance Orbiter (2009)

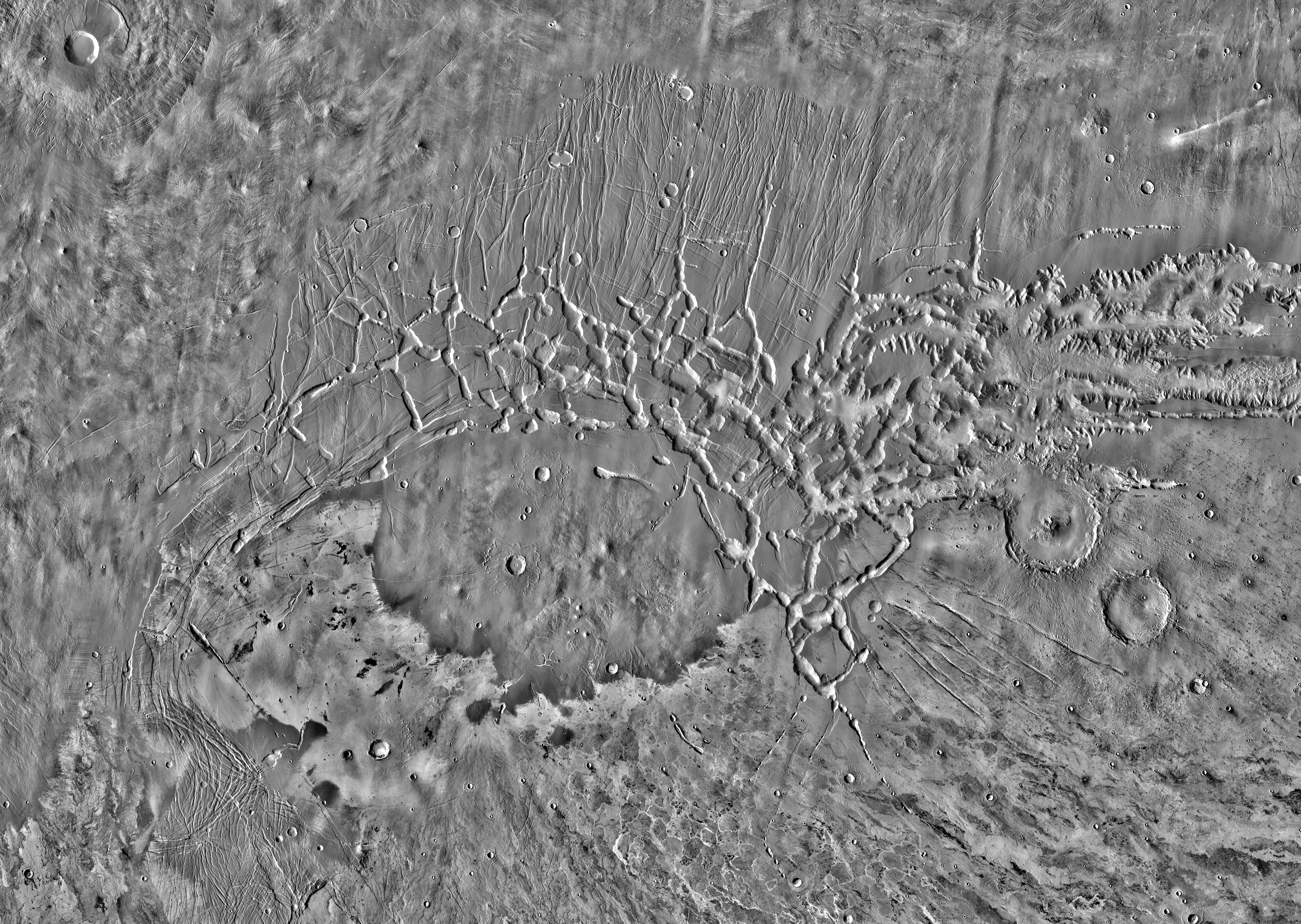
Мозаїка з інфрачервоних знімків, отриманих апаратом Mars Odyssey

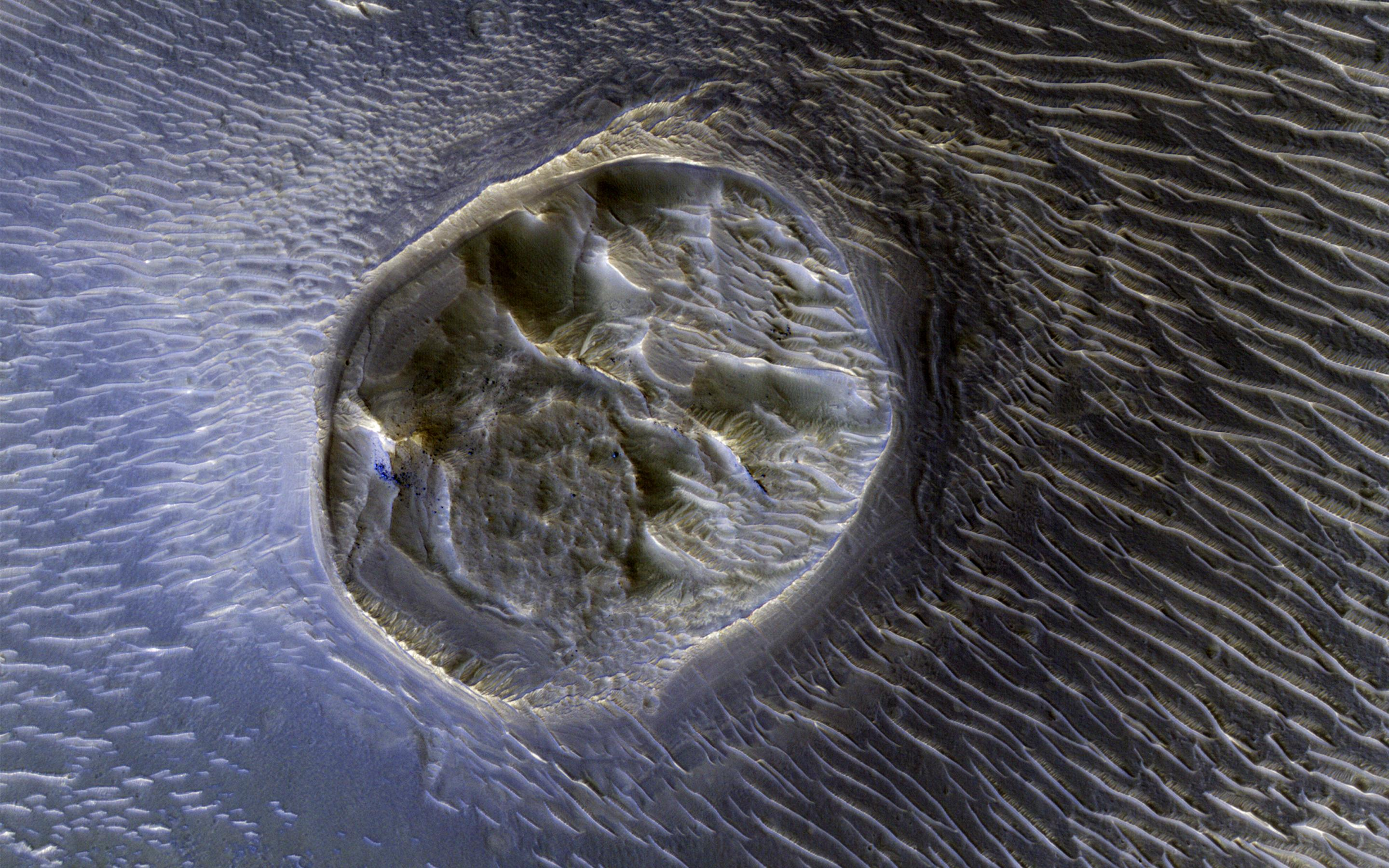
Невелика (0,4 км) столова гора в лабіринті Ночі. Складається з шаруватих (ймовірно, осадових) порід і сильно еродована; шаруватість видно з лівого нижнього боку. На верхівці гори є дюни та скупчення каменів. Знімок апарата Mars Reconnaissance Orbiter (2009).

6°24′ пд. ш. 101°12′ зх. д. / 6.4° пд. ш. 101.2° зх. д.
Лабіринт Ночі (лат. Noctis Labyrinthus) — найбільший лабіринт Марса. Це комплекс численних каньйонів, що перетинаються один з одним та простягаються на 1200 км, з'єднуючи західний кінець долин Марінера з північним кінцем борозен Кларитас. Центр лабіринту має координати 6°24′ пд. ш. 101°12′ зх. д. / 6.4° пд. ш. 101.2° зх. д.

## Відкриття та найменування
Лабіринт Ночі успадкував ім'я озера Ночі (лат. Noctis Lacus) — темної деталі альбедо, яку виявили за допомогою наземних спостережень ще в XIX столітті. Це маленька пляма, видимість якої дуже мінлива. У 1971–1972 роках космічний апарат «Марінер-9» отримав перші детальні знімки цієї області, і виявилося, що озеро Ночі — це темна (східна) частина великої системи каньйонів. 1973 року Міжнародний астрономічний союз затвердив для неї назву Noctis Labyrinthus (лабіринт Ночі). Це перший лабіринт Марса, що отримав назву, та найбільший із них.

## Розташування
Лабіринт Ночі розташований на піднятті, що досягає висоти 11 км. Це друге за висотою та площею нагір'я Марса, а на заході воно переходить у перше за обома показниками — Тарсис. На півдні лабіринт Ночі межує з плато Сирія, на південному сході — з плато Синай та плато Сонця. З півночі від нього відходять численні борозни, що отримали назву «борозни Ночі», з південного заходу — система борозен Кларитас, а зі сходу — каньйон Іо та каньйон Тітона, якими починаються долини Марінера. Крім того, з південно-східним краєм лабіринту Ночі сполучається частково зруйнований 124-кілометровий кратер Аудеманс.

## Опис
Каньйони, які утворюють лабіринт Ночі, являють собою грабени. У багатьох місцях на них накладаються округлі заглиблення (можливо, кратери, розширені ерозією). Глибина каньйонів досягає кількох кілометрів. Їх дно більшою частиною вкрите піском та пилом, принесеними вітром. Місцями видно піщані дюни.
На стінках каньйонів видно відслонення численних шарів гірських порід. Зокрема, там є шари вулканічного попелу та застиглої лави — не лише більш древні, але й більш молоді, ніж самі каньйони. У породах на дні цих западин за спектрами у видимій та інфрачервоній області, отриманим апаратом Mars Reconnaissance Orbiter, виявлені гідратовані сульфати, силікати, опал, глини, а також інші мінерали і гірські породи.

## Туман та хмари
Вранці над лабіринтом Ночі піднімається туман, що складається з кристаликів водяного льоду. Причина цього точно не відома. Можливо, справа в тому, що західні схили каньйонів ввечері працюють як пастки для водяної пари (як найхолодніші місця в цей час доби), а вранці, стаючи найтеплішими місцями, віддають цю пару. Піднімаючись та охолоджуючись, вона конденсується у кристалики.
Крім того, коли Марс знаходиться поблизу перигелію, над лабіринтом Ночі і долинами Марінера з'являються високі (40—50 км) хмари. Східний вітер витягає їх уздовж екватора та зносить на захід, де вони поступово розмиваються. Їх довжина сягає кількох сотень (до тисячі) кілометрів, а ширина — кількох десятків. Складаються вони, судячи з умов в цих шарах атмосфери, теж з водяного льоду. Вони достатньо густі та відкидають на поверхню добре помітні тіні. Їх появу пояснюють тим, що нерівності рельєфу вносять збурення в повітряні потоки, спрямовуючи їх угору. Там вони охолоджуються, а водяна пара, що міститься в них, конденсується.

## Походження та історія
Морфологія каньйонів лабіринту Ночі показує, що він утворився завдяки тектонічним процесам — розтягуванню та розтріскуванню поверхні. Ймовірно, це було наслідком її підняття. Накладення каньйонів лабіринту на інші деталі рельєфу дає можливість з'ясувати, в якому порядку вони утворилися. За цими даними видно, що тектонічна активність у цьому районі йшла в кілька етапів. Тривала вона, можливо, 2—3 млрд років.
Каньйони лабіринту Ночі прорізані в лавових рівнинах, що сформувалися, ймовірно, в кінці нойської — кінці гесперійської ери (близько 3,7—3,0 млрд років тому). Вік самого лабіринту одні дослідники оцінюють як пізньогесперійський — ранньоамазонійський (3—2 млрд років), інші — як пізньонойський — ранньогесперійський (близько 3,7 млрд років). Ймовірно, цей лабіринт сформувався одночасно з долинами Марінера. Борозни Ночі і борозни Кларитас утворилися, ймовірно, раніше лабіринту Ночі та одночасно одні з одними. Їх вік оцінюють як пізньонойський — ранньогесперійський. Крім того, в околицях лабіринту є деяка кількість розломів, які утворювалися і в інші часи (і раніше, і пізніше за нього). Щодо кратера Аудеманс, неясно, чи він старший, чи молодший за лабіринт.
Причини тектонічної активності в районі лабіринту Ночі і долин Марінера точно не відомі. Можливо, поява найдавніших розломів в області лабіринту була наслідком розтягування поверхні під час підняття Тарсиса та сусідніх ділянок. Великі каньйони з'явилися пізніше — разом з долинами Марінера. Деякі автори припускають зв'язок найдавніших розломів в області лабіринту з ударним утворенням рівнини Ісіди. За цією версією, сейсмічні хвилі від цього удару сконцентрувалися на протилежному боці Марса — в околицях точки 15°00′ пд. ш. 91°00′ зх. д. / 15.0° пд. ш. 91° зх. д., яка розташована приблизно за 400 км від центру лабіринту Ночі.
Відносно недавно (50—100 млн років тому) деякі каньйони були частково заповнені попелом та лавою вулканів Тарсиса та плато Сирія. Пізніше частина цих порід знесла ерозія. На сучасний вигляд цієї області вони вплинули відносно мало.
Морфологія деяких шарів порід вказує на те, що їх осадження йшло одночасно з розкриттям каньйонів. Слідів водних потоків в околицях лабіринту Ночі не виявлено, і припускають, що знайдені там гідратовані мінерали з'явилися завдяки підземним водам або таненню снігів. Ймовірно, іноді каньйони навіть частково заповнювалися водою.
Знайдено там і деталь рельєфу, для якої деякі дослідники припускають льодовикове походження. Це пагорб діаметром близько 2 км, у якого північно-східний схил набагато крутіший за протилежний. Знаходиться він за координатами 8°20′ пд. ш. 93°40′ зх. д. / 8.33° пд. ш. 93.66° зх. д.
У деяких каньйонах лабіринту Ночі вологі та нейтральні умови зберігалися ще довго після того, як в цілому на Марсі вони змінилися сухими та кислими. Порівняння віку різних мінералів Марса показує, що зміна нейтральних умов на кислі відбулася між нойською та гесперійською ерою. На це вказує, зокрема, те, що для нойської ери було характерним відкладення смектитів, а для гесперійської — сульфатів. Крім того, з часом клімат ставав все сухішим: виявлені на Марсі гідратовані мінерали належать переважно до першого мільярда років його історії (до ранньогесперійского часу). Але в деяких каньйонах лабіринту Ночі вологі і нейтральні умови зберігалися ще в гесперійській і, можливо, на початку амазонської ери. Там виявлено і більш молоді гідратовані породи (пізньоамазонські, < 100 млн років), але вони могли сформуватися і за клімату, аналогічного до сучасного.